# Panda Kopanda
Panda! Go, Panda! (パンダ・コパンダ, Panda Kopanda, Brasil: As Aventuras de Panda e Seus Amigos ) é uma curta-metragem japonesa de animação de comédia. Foi criado e escrito por Hayao Miyazaki e dirigido por Isao Takahata, antes da existência do Studio Ghibli. O filme foi lançado no Japão em 17 de dezembro de 1972.
Esta curta-metragem animada no Japão, iniciou um "vício" por pandas, que começou em setembro de 1972, quando o governo anunciou o empréstimo de um par de pandas-gigantes da China para o Zoológico de Ueno como parte da Diplomacia dos pandas.

## Enredo
A menina órfã Mimiko, vive com a avó em uma casa bonita. Mas a avó terá que ficar ausente por alguns dias, um panda bebê e seu pai vão à casa dela. Como uma família de verdade, a menina passa então a viver dias extraordinários com os dois, até um policial local aparecer.

## Influências
Os pandas do filme são considerados por alguns como precursores de Totoros, onde têm muitas semelhanças no design e animação. A heroína ruiva corajosa, Mimiko, às vezes é vista como uma mistura de um protótipo de Mei, a irmã mais nova em Meu Vizinho Totoro (por causa do seu cabelo trançado) e um protótipo de Satsuki, a irmã mais velha do filme Meu Vizinho Totoro (devido à sua atuação como uma irmã mais velha para Panny). Mimiko também compartilha várias características com Píppi Meialonga. Astrid Lindgren tinha sido contactada por Miyazaki um ano antes, como ele desejava usar Pippi em sua animação, mas seu pedido tinha sido recusado.